# Ветренко, Даниил Родионович
Даниил Родионович Ветренко (1882—1949) — офицер русской армии, участник Белого движения.

## Биография
Родился 26 декабря 1882 года в станице Боргустанская Терской области. Сын личного дворянина.
Учился во 2-й житомирской гимназии, Киевском университете (не окончил) и Константиновском артиллерийском училище (1907). В 1910 году — поручик 8-го конно-артиллерийского дивизиона.
В 1913 году выдержал экзамены в Николаевскую академию Генерального штаба, по окончании которой, с началом войны в августе 1914 года был направлен в действующую армию. Служил в штабе 35-го армейского корпуса. В 1917 году — капитан, и.д. начальника штаба 35-го армейского корпуса.
С 1918 года находился в гетманской армии: помощник начальника оперативного отдела Главного управления Генштаба, 24 сентября 1918 года был утверждён в чине войскового старшины. Летом 1918 года формировал в Киеве для Южной армии 53-й пехотный Волынский полк. Не успев закончить формирование полка, отступил с немецкими войсками в Польшу, откуда с кадром[прояснить] полка в начале ноября 1918 года прибыл в Псков.
В Северном корпусе и Северо-Западной армии — командир сводного отряда (Псковский и Волынский полки), в апреле 1919 года был произведён в полковники, в июле 1919 года — в генерал-майоры, в декабре 1919 года — начальник 3-й пехотной дивизии. Во время осеннего наступления на Петроград его дивизия получила приказ перерезать Николаевскую железную дорогу в районе станции Тосно. Однако по неясным причинам он этот приказ не выполнил, что позволило красному командованию быстро перебросить к Петрограду многочисленные резервы из Центральной России. Невыполнение Ветренко этого приказа считается одной из основных причин провала наступления белых под командованием Юденича на Петроград.
Находился в эмиграции в Польше. В марте 1927 года был арестован по подозрению в шпионаже, в 1928 году выслан польскими властями в СССР. Некоторое время находился в заключении в Москве. Был освобождён и в течение долгих лет скитался по глухим местам Сибири и Дальнего Востока, работал счетоводом или учётчиком в совхозах и леспромхозах.
Умер 16 марта 1949 года в Ленинграде.